# علي عبد الله (فنان)
علي عبد الله (2 أغسطس 1983-) ، مطرب وملحن كويتي ، وهو إبن أخت الفنان عبد الكريم عبد القادر.

## عن حياته
كانت بداياته عن طريق خاله الفنان عبد الكريم عبد القادر الذي اوصله إلى الشاعر خالد البذال والملحن سليمان الملا لأنهما يمتلكان شركة إنتاج فني، وقد اعجبا جداً بصوته عندما غنا أغنية (وحشتيني) لراشد الماجد، ودرس الفنان علي عبد الله في المعهد العالي للفنون الموسيقية في الكويت ولكنه لم يكمل دراسته بسبب إنشغاله بالفن حيث كان يخرج من الاستديو الساعة السادسة في الصباح وبعدها يتوجه إلى معهد الموسيقى، ولكن ذلك لم يؤثر عليه فقد قام بغناء اغنيته الأولى (نسيتيني) التي كانت بدايه الحقيقية وكان أول البوم له يحمل اسم الأغنية (نسيتيني)، وفي عام 2008 قام بطرح البومه الثاني بعنوان (يا منيتي) والذي ضم عدة اغاني زادت من شهرته وأعجبت جمهوره وما زالوا يرددونها كاغنية (تعودت) (ثواني بس) (الليلة) وأغنية باللهجة المصرية (اد ايه مسافر) ، وقد صور من هذا الألبوم أغنية (يا منيتي) بطريقة الفيديو كليب، وفي عام 2010 وبعد انتظار طويل قام بطرح البومه الثالث بعنوان (انا لك) وقد ضم الالبوم 11 أغنية ومنها (انهزامك) و (لحظة ألم) و (أنا لك) و (دفا وإحساس) و (منهو يسواك) و (نصفي الثاني... وغيرها من الأغاني، وقد قام بتصوير أغنية (منهو يسواك) بطريقة الفيديو كليب وهو حاليا يجهز لإطلاق البومه الرابع بعد نجاح جميع البوماته السابقة، ولديه أكثر من 70 أغنية وجلسة منوعة.

## إصداراته
- نسيتيني
- غارت عيوني
- تغيرتي
- جاذبية
- وش صار بالدنيا
- ابتدينا نغار
- غريب
- مسير الوقت
- فظيعة
- وين اجيك
- واحد منهم
- شوقي
- غربة
- هونيها
- مثل اول(عود)
- على وعدي
- ايه احبك
- عذاب الشوق
- لا رجع
- ماهي حسافة
- عطيني
- نسيتيني (عود)
- عمري انت
- غيابك
- وين ابدي
- اسامح
- جايليك
- ليه انتخاصم
- من هواها
- تعاني يا قلبي
- شاغل بالي
- غارت عيوني
- كم حبيبي
- لا تجاملهم
- تضحك الدنيا (عود)

## ألبومات
| الألبوم          | العام | المنتج            |
| ---------------- | ----- | ----------------- |
| نسيتيني          | 1999  | شركة النظائر      |
| علي عبدالله 2000 | 2000  | شركة النظائر      |
| فظيعة            | 2002  | روتس              |
| غريب             | 2004  | شركة النظائر      |
| شاغل بالي        | 2006  | فنون الجزيرة      |
| يامنيتي          | 2008  | فنون الجزيرة      |
| انهزامك          | 2010  | هاب للإنتاج الفني |

## وصلات خارجية
- المـوقع الرسـمي للفنان